# Spialia abscondita
Spialia abscondita är en fjärilsart som beskrevs av Carl Plötz 1884. Spialia abscondita ingår i släktet Spialia och familjen tjockhuvuden. Inga underarter finns listade i Catalogue of Life.